# البصلان (عمران)
البصلان هي إحدى قرى الجمهورية اليمنية. وهي تتبع جغرافيًا لمحافظة عمران. وإداريًا لمديرية خمر. يبلغ تعداد سكانها 2096 نسمة حسب الإحصاء الذي جرى عام 2004.